# Epinannolene xestus
Epinannolene xestus är en mångfotingart som beskrevs av Chamberlin 1923. Epinannolene xestus ingår i släktet Epinannolene och familjen Epinannolenidae. Inga underarter finns listade i Catalogue of Life.